# Mad Max 2.
A Mad Max 2. (gyakran Mad Max 2. – Az országúti harcos, eredeti cím: Mad Max 2: The Road Warrior) 1982-ben bemutatott ausztrál antiutópia/akciófilm, a Mad Max filmek második része, Mel Gibson főszereplésével. A film eredeti címe Mad Max 2 volt. Nemzetközi forgalmazásra a Mad Max 2: The Road Warrior, amerikai forgalmazásra a The Road Warrior címet kapta. Magyar címének több változata létezik.
Több verziója létezik, vágatlan, vágott és erősen vágott. A filmet a maga idejében nem vetítették a magyar mozikban.

## Cselekmény
Öt év telt el az első rész befejezése óta. A hanyatló, de akkor még létező civilizáció Ausztrália belső, sivatagos részén mostanra teljesen felbomlott. A partvidék városairól és lakóik sorsáról semmit sem tudni, valószínűleg minden a pusztulás szélén áll. Itt, a sivatagban a legnagyobb kincs a víz és az élelem, de még ezeknél is fontosabb az üzemanyag. Az emberéletnek viszont nincs értéke. Mára az emberek régi nevei is elvesztek, mindenkit kinézete, vagy tulajdonsága alapján neveznek. Nincs termelés, nincs pénz, mindenki a régi világ hulláján élősködik, de minden csak egyre fogy. Mostanra egy töltény is kincs, egy régről megmaradt, lejárt kutyakonzerv is ritka csemege. A vidéket egy tank benzinért ölni képes motorizált fosztogatók uralják, vezérük Lord Humungus (az Óriás). Ebben a Pusztulás Földjének (Wasteland) nevezett világban bolyong a családja halála óta önmagát nem találó Max Rockatansky, „Mad” Max, egykor az MFP (Main Force Patrol), az országúti rendőrség egyik legkiválóbb tagja. Egyetlen vagyona lassan lepusztuló rendőrségi elfogóautója, egyetlen társa kutyája. Eljött az idő, hogy már ő sem sokkal különb a többi országúti fosztogatónál, afféle országúti harcos vált belőle.
Egy világvégi helyen Humungus emberei üldözőbe veszik a túlerő elől menekülő Maxet, de egy az út közepén álló, balesetet és rablótámadást szenvedett kamionnak köszönhetően üldözői lemaradnak. Max megmenekül, de benzinje fogytán. Később egy furcsa szerkezetet lát állni az út mentén, olyan, mint egy házi készítésű mini helikopter. Mikor odamegy megnézni, az elrejtőzött pilóta megtámadja, üzemanyagot próbál tőle szerezni, Maxet a kutyája menti meg. Kiderül, a támadó az egyedülléttől már kissé hibbant, nem túl veszélyes figura, a Repülő Kapitány. Hogy Max ne ölje meg, elmondja, harminc kilométerre onnan egy olajszivattyú és kis finomító működik. De erősen őrzi egy menekültekből álló csoport az emberséges Pappagallo vezetésével.
Pappagallo egykor a Seven Sisters olajtársaság egyik fő embere volt. Mikor látta a civilizáció elkerülhetetlen összeomlását, néhány szakemberével, azok családjával és a kellő felszereléssel elindult a cég egyik távoli helyen fekvő, sikeres próbafúrásának a helyszínére, ahol olajszivattyút telepített, valamint egy végtelenül egyszerű finomítót épített. A bekerített és őrzött kis településen volt némi esély a pusztulás túlélésére.
Max és a Kapitány a finomítóhoz mennek, egy dombtetőről figyelik az eseményeket. Humungus bandája már körülvette a finomítót, az onnan kiküldött felderítőket elkapták, megölték, vagy túsznak tartják. Egy nap haladékot adnak a bentieknek, vagy átadják a teljes készletet és a finomítót, ebben az esetben szabadon távozhatnak, vagy mindenkit megölnek. Miután elmennek, Max az egyetlen túlélőt visszaviszi a táborba. Közli, nem jóságból tette, egyszerűen benzint akar cserébe. Gyanakodva fogadják, Humungus emberének vélik, benzint nem kap, sőt a biztonság kedvéért egy oszlophoz bilincselik. A táborlakók között komoly vita bontakozik ki, menjenek el, vagy harcoljanak. A harc esélytelen, ha jármű és üzemanyag híján gyalog mennek el, biztosan elpusztulnak, Humungus szavában sem lehet megbízni, távozáskor valószínűleg mindenkit legyilkoltat.
Végül úgy döntenek, hogy kitörnek és elmenekülnek, de az üzemanyagot nem adják oda. A cél a 3000 kilométerre északra lévő tengerpart, ahol reményeik szerint van víz és élelem. Max felajánlja, a benzin szállításához elhozza az előző nap az úton látott vontatót, ha cserébe teletöltik kocsija több száz literes tankjait. Beleegyeznek, de még mindig nem bíznak teljesen benne, ezért kocsiját ott fogják visszatéréséig. Vállán a kellő mennyiségű üzemanyagot tartalmazó kannákkal éjjel lopódzik ki a körülvett táborból, majd a Repülő Kapitány elrejtett járgányával jut el a kamionig. A vontatót sikeresen beindítja, az addig megbilincselt kapitányt szabadon engedi. Noha visszaúton Humungus emberei üldözőbe veszik, sikeresen visszajut a táborba. A Kapitány repülőjével szintén a táborba jön.
Az utolsó éjjel lázas készülődéssel telik mindkét oldalon. A táborban próbálják a vontatót rendbehozni, Humungus emberei a totális leszámolásra készülnek. Noha Pappagello felajánlja, hogy maradjon velük, Max részéről letudottnak véli megállapodásukat és Pappagello minden rábeszélése ellenére elmegy, a nomád életet választja. Humungus emberei üldözőbe veszik, betörik az ablakát, a kocsi árokba hajt, felborul, összetörik, majd az önmegsemmisítő felrobbantja. Noha Max megmenekül, súlyosan megsérül, kutyáját lelövik. A táborból észreveszik a robbanást és a füstöt, tudják, hogy baj van. A Repülő Kapitány a levegőből megkeresi és visszaviszi a táborba. Részint egy a tábor körül lakó, őt segítő őslakó kiskölyöknek (Vad Kölyök, Feral Kid) köszönhetően Maxban feltámad az emberség, elvállalja a vontató vezetését.
Mikor az összes járművel egyszerre kitörnek, Humungus teljes bandája a menekülő benzinszállító után veti magát. A hektikus üldözés során mindkét oldalról sokan meghalnak, többek között Pappagallo is. Az autós üldözésben jártas Maxnek köszönhetően lassan a táborlakók felülkerekednek. Végül egy frontális ütközés során Humungus és alvezére meghal, de a kamion is felborul. Max ekkor veszi észre, hogy a benzintartályból homok folyik, csak csalinak használták, a benzin a többi menekülő járműben van elrejtve. Ezt látva a banda kevés túlélő tagja feladja és elmegy. A táborlakók a Repülő Kapitány vezetésével mennek tovább északra. Max a sivatagban marad, többé egyikük sem látja.

## Bevezető jelenet
A film elején régi felvételekből összeállított képsor és magyarázó szöveg van. Ez csak a nemzetközi piacra készült változatban van meg, mivel az első részt viszonylag kevesen ismerték külföldön. Az ausztrál változat egyből az üldözéses jelenettel kezdődik.

## A film címváltozatai
Az ausztrál változat címe egyszerűen Mad Max 2. A Road Warrior alcímet az első Mad Max filmet kevésbé ismerő amerikai közönség miatt adták. Nemzetközi forgalmazásra a két cím kombinációjaként a Mad Max 2: The Road Warrior címet kapta.
A film címének Magyarországon több írásmódja is létezik, ezek a Mad Max 2 - az országúti harcos, a Mad Max 2 - Az országúti harcos, a Mad Max 2 - Az Országúti Harcos, vagy a DVD változaton a Mad Max 2 - Az országút harcosa. A 2 után egyes esetekben pontot is használnak, máskor nem.

## Forgatási helyszínek
- A film teljes egésze szabad ég alatt lett forgatva, Broken Hill város közvetlen környékén, Új-Dél-Wales államban.
- A film bevezető jelenete a balesetet szenvedett kamionnal a Mundi Mundi Lookout nevű helyen készült, Silverton településtől északnyugatra néhány kilométerre, Broken Hilltől kb. harminc kilométerre. Pontosan ezen a helyen forgatták a Priscilla, a sivatag királynőjének kalandjai című film azon jelenetét, amikor első alkalommal döbbenten szemlélik a sivatagot. Mivel különlegesen szép kilátóhely a sivatagra, népszerű turistacélpont. A néhány tucat lakosú Silverton szinte összes polgára látható a filmben, mint autóvezető, vagy statiszta.
- Az olajfinomító Broken Hilltől kb. 15 kilométerre nyugatra volt, az országúttól délre. A forgatás után eldózerolták, de a helye felismerhető. A kisebb hegy, amiről Max a tábort nézte, a The Pinnaccles.

## A kocsiról

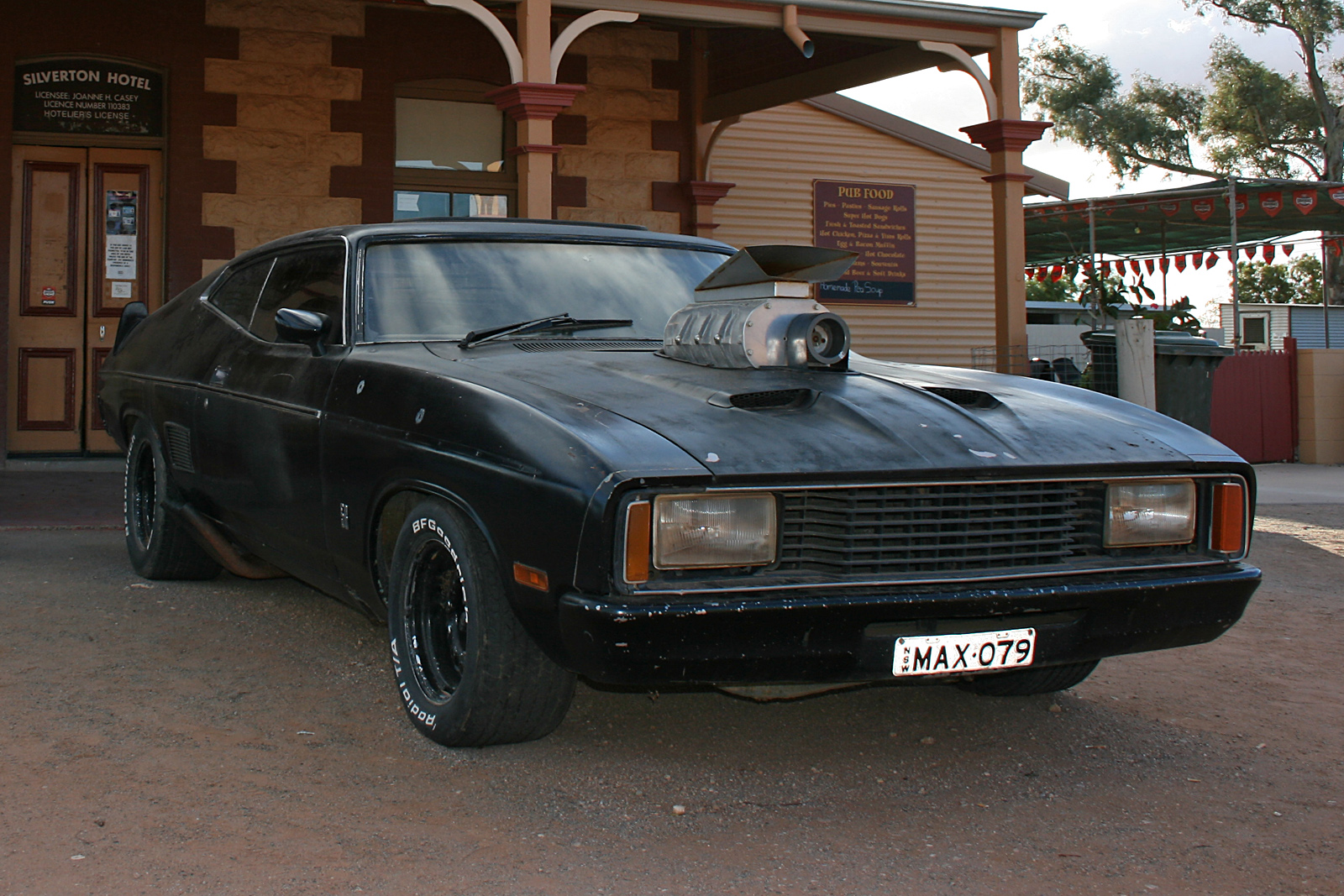
Mad Max kocsija Silvertonban

A Mad Max első részében Max egy a hátulján Interceptor feliratot viselő rendőrautóban mutatkozik be. Más kollégákat Pursuit feliratú kocsiban láthatunk.
A Pursuit a fikcionális MFP (Main Force Patrol) országúti rendőrség alap üldözőautója. Vezetéséhez sikeres rendőrségi vezetési vizsga szükséges.
A következő kategória az Interceptor. Erősebb, V8-as motorral van felszerelve, vezetését az MFP legjobb képességű rendőreire bízzák.
Miután Max az első részben ki akart lépni a rendőrségtől, főnöke egy különleges, egyedi autó odaadásával tudta maradásra bírni, ez egy kompresszoros, V8-as Interceptor, pontos megnevezése Pursuit Special.
A második részben az addigra erősen lepusztult kocsi volt a nomádként vándorló Max egyetlen vagyona, egyben guruló lakó és alvóhelye. Az első részhez képest több módosítás is történt a kocsin. A benzinhez jutás nehézségei miatt a csomagtartó helyén két óriás, több száz literes üzemanyagtartály lett kiépítve. A benzinrablás megakadályozására a fenéklemezen rejtett csapdát, egy kést és önmegsemmisítőt helyezett el. Kutyája fekvőhelye a vezetőülés mögött volt.
A második részben két autót használtak, az egyik viszonylag épségben maradt, a másik teljesen tönkrement. Előbbi egy Miami-i múzeumban van kiállítva. A Broken Hill-i Mad Max múzeumban is látható egy utánépített Pursuit Special.

## Mad Max kutyája és a kutyakonzerv
- Max egyszerűen Kutya (Dog) nevű kutyája egy ausztrál pásztorkutya (australian cattle dog), a Broken Hill-i kutyamenhelyről lett kihozva. Mivel a sok jármű erős hangja nagyon zavarta, speciális füldugót kapott a hangos jelenetekben. A forgatás után Kutyát az egyik segédoperatőr örökbe fogadta.
- Kutya Maxhoz kerülését mutatja be az első rész cselekménye után néhány nappal játszódó rövidjátékfilm, a Mad Max Renegade.
- A film egyik legismertebb jelenetében Max kutyakonzervet eszik. A valójában nem létező márka a Dinki Di, melynek jelentése az ausztrál szlengben valódi, eredeti. Hangulatában megfelel az amerikai rajzfilmekben gyakran látható, a pocsék minőséget fellengzős névvel leplező, szintén nem létező ACME márkának.
- Szintén a kutyakonzerv jelenetben látható, amint a mocskos és elhanyagolt Repülő Kapitány miután már a Max kutyája által is meghagyott kutyakonzerv maradékát kézzel kiette a dobozból, a civilizáltság utolsó morzsájaként akkurátusan megtörli a száját egy mocskos zsebkendővel.

## A civilizáció pusztulása
Az első Mad Max filmből egyértelműen kiderül, hogy a civilizáció ugyan hanyatlott, de akkor még egyértelműen fennállt. A vonatok jártak, a benzinkutak, országúti éttermek működtek, akárcsak a kórházak, vagy a rendőrség. Lezajlott atomháborúra, vagy totális pusztulásra a legcsekélyebb utalás sincs a filmben.
A második rész kezdetén látható, a civilizáció pusztulását régi filmkockákkal bemutató és a háborút elmesélő narrációs bevezető csak a nemzetközi forgalmazásra szánt változatban szerepel. Az eredeti ausztrál változatban csak közvetett utalások vannak arra vonatkozóan, hogy a civilizáció egy nagy háború miatt teljesen elpusztult volna. Ezek Lord Humungus égésre, vagy sugárhatásra emlékeztető fejsérülése, valamint alvezérének, Weznek szóló mondatai, miszerint mindnyájan vesztettünk olyanokat, akiket szerettünk.
Összefoglalva, az első filmben a civilizáció egyértelműen fennáll, bár gyorsan hanyatlik. A második részben a távoli vidékeken már teljes az anarchia, az ausztrál verzióban a városok sorsa ismeretlen, a nemzetközi verzióban történik utalás egy pusztító háborúskodásra „két nagy harci törzs” között. A harmadik rész már egyértelművé tesz egy lezajlott atomháborút. Ebben a megközelítésben a három rész csak akkor képez logikus egységet, ha az első rész néhány évvel a háború előtt játszódik, a második már esetleg utána. Az első rész egyik jelenetében látható egy veszélyt jelző közúti tábla. A felirata: STOP PROHIBITED AREA (állj tiltott terület) és rajta halálfej. Erre a területre hajt be Max amikor üldözőbe veszi a nomád motorosok vezetőjét és annak egyik emberét. Tehát már ekkor is voltak olyan területek ahol káosz uralkodott és nem volt biztonságos oda tévedni.

## Érdekességek
- A nemzetközi változat bevezető képsorában az 1956-os magyar forradalomból származó felvételeket is láthatunk.
- A film forgatása során szokatlanul, szinte kellemetlenül hideg volt az egyébként igen meleg klímájú vidéken.
- A film nyelvezete a legjellegzetesebb ausztrál-angol. Sok, kifejezetten ausztrál kifejezést is tartalmaz, melyeket főként az amerikai nézők nehezen értettek.
- Pappagallo finomítónál letelepült menekültjei és az őket támadó barbár harcosok ellentéte a letelepült, földművelő kultúrák és az irányukban engesztelhetetlen gyűlölettel viselkedő nomád törzsek történelmi háborúskodásait idézi meg, melynek során a barbár törzsek falvakat és városokat irtottak ki, lásd tatárjárás, vagy Gorsium pusztulása.
- A közeli Silvertonban működik Ausztrália egyetlen Mad Max múzeuma, előtte egy kiállított Pursuit Special másolat is látható.
- Mivel a táborlakók közül néhányan azonos karakterként bukkannak fel a harmadik folytatásban (pl. Jedediah a pilóta, aki a Repülő Kapitány volt), feltételezhető, hogy a táborlakók északra tartó útja csak részben volt sikeres, néhányan Néni Bartertownjában kötöttek ki évek múlva. Jedediah ráadásul letelepedett Bartertown közelében egy barlangban, fia született és rajtaütésekből, lopásokból éltek. A lopott holmikat, állatokat elcserélték a városban.
- Noha nincs egyértelműen kimondva, a Vad Kölyök (Feral Kid) külső megjelenése és életmódja alapján az ausztrál aboriginal őslakók közé tartozott, vagy még inkább félvér volt. A szerepet egy angolszász gyerekszínész alakította.

## Szereplők
- Mel Gibson - Max Rockatansky, egykori rendőr
- Bruce Spence - a Repülő Kapitány (Gyro Captain)
- Mike Preston - Pappagallo, a táborlakók emberséges vezére
- Kjell Nilsson - Lord Humungus, a banda vezére
- Vernon Wells - Wez, a banda alvezére
- Emil Minty - a Vad Kölyök (Feral Kid)
- Harold Baigent - narrátor, a felnőtt, visszaemlékező Vad Kölyök hangja

## Filmzenei album
Original Motion Picture Soundtrack The Road Warrior (Mad Max 2) - Varese Sarabande Records VCD-47562
- Montage / Main Title
- Confrontation
- Marauder's Massacre
- Max Enters Compound
- Gyro Saves Max
- Break Out
- Finale and Largo
- End Title
- SFX Suite:
- a. Boomerang Attack
- b. Gyro Flight / The Big Rig Starts
- c. Breakout / The Refibery Exoplodes / Reprise

## Mozielőzetes
- https://www.youtube.com/watch?v=kzo3OsMlwV4